# 金恵敏
金惠敏（キム・ヘミン、김혜민、きん けいびん、1986年9月2日 - ）は、韓国の囲碁棋士。韓国棋院所属、金原七段門下、九段。明知大学校囲碁学科卒業。プロ女流国手戦優勝、大理旅遊杯世界女子プロ囲碁選手権戦準優勝など。

## 経歴
1999年初段。2002年二段。2005年三段。2006年四段、プロ女流国手戦ベスト8、韓国囲碁リーグに第一火災チームで出場。2006年、07年、SKガス杯新鋭プロ十傑戦リーグ入り。2007年、バッカス杯天元戦ベスト16。同年大理旅遊杯決勝に進出して朴鋕恩に1-2で準優勝し五段昇段。三星火災杯世界オープン戦出場、女流棋聖戦で準優勝。2008年プロ女流国手戦ベスト4。ワールドマインドスポーツゲームズで女子団体戦に出場し銀メダル。2010年BCカード杯世界囲碁選手権でベスト32進出、六段。2013年に女流国手戦で初タイトル獲得し、七段昇段。2014年黄龍士双登杯で5人抜き。2016年、花より囲碁女王戦優勝、これにより八段昇段。2016年に会社員と結婚し、2017年に第一子を出産し5ヶ月間休業。
2019年、九段に昇段し、韓国4人目の女流九段棋士となる。2022年に第二子出産のために韓国女子囲碁リーグは欠場。
韓国囲碁リーグでは、2006年第一火災で出場、2012年にTブロードで楽スターリーグ出場。正官庄杯世界女子囲碁最強戦では、2006、08、09年に出場。2019年から中国囲棋乙級・甲級リーグに出場。

### タイトル歴
- プロ女流国手戦 2013年
- 花より囲碁 女王戦 2016年
- 大舟杯プロシニア最強者戦 2022年

### 主な棋歴
国際棋戦
- BCカード杯世界囲碁選手権 ベスト32 2010年（○安達勲、×常昊）
- 大理旅遊杯世界女子プロ囲碁選手権戦 準優勝 2007年
- ワールドマインドスポーツゲームズ 2008年 女子団体戦準優勝
- スポーツアコードワールドマインドゲームズ 2011年 団体戦準優勝、男女ペア戦準優勝（崔哲瀚とペア）
- 正官庄杯世界女子囲碁最強戦
  - 2006年 1-1（○魯佳、×万波佳奈）
  - 2008年 0-1（×宋容慧）
  - 2009年 1-1（○曹又尹、×向井千瑛）
- 黄龍士双登杯世界女子囲棋勝抜戦
  - 2012年 0-1（×王晨星）
  - 2013年 0-1（×於之瑩）
  - 2014年 5-1（○藤沢里菜、○魯佳、○奥田あや、○曹又尹、○大沢奈留美、×於之瑩）
  - 2016年 0-1（×王晨星）
- 華頂茶業杯世界女流囲碁団体戦
  - 2012年 3-0（○蘇聖芳、○於之瑩、○向井千瑛）
  - 2014年 2-1（○王晨星、○謝依旻、×黒嘉嘉）
  - 2015年 2-1（◯張凱馨、×宋容慧、◯謝依旻）

国内棋戦、その他
- 囲碁マスターズ女王戦 準優勝 2005年
- 女流棋聖戦 準優勝 2007年、2918年、4位 2019年
- 圓益杯女流十段戦 準優勝 2012年
- プロ女流国手戦 準優勝 2020年、22年
- SG杯ペア碁大会 準優勝 2011年（睦鎮碩とペア）
- 韓国囲碁リーグ
  - 2006年（第一火災）0-5
  - 2012年楽スターリーグ（Tブロード）6-12
  - 2013年楽スターリーグ（Tブロード）6-8
- 韓国女子囲碁リーグ
  - 2015年（扶安コムソ塩）4-8
  - 2016年（扶安コムソ塩）9-5
  - 2017年（扶安コムソ塩）6-7
  - 2018年（京畿湖畔建設）9-7
  - 2019年（ソウルEDGC）8-5
  - 2020年（麗水亀甲船）10-4
  - 2021年（繊繊麗水）6-8
- GGオークション杯女流対シニア連勝対抗戦
  - 2007年 0-1（×曺薫鉉）
  - 2008年 0-1（×金鍾秀）
  - 2010年 0-1（×安官旭）
  - 2012年 0-1（×劉昌赫）
  - 2013年 0-1（×徐奉洙）
  - 2014年 0-1（×安官旭）
  - 2017年（特別対局）○白成豪
  - 2018年 0-1（×李聖宰）
  - 2019年 0-1（×韓鐘振）
  - 2020年 0-1（×安祚永）
- 中国女子囲棋リーグ戦
  - 2019年乙級（中国平煤神馬集団）5-2
  - 2020年乙級（海南省金角囲棋倶楽部）4-3
  - 2021年甲級（広東水滸文化）3-6

## 注
1. ↑  韓国棋院「'부안 곰소소금' 김혜민, 부안 낭군 만나 화촉」2016.6.23
2. ↑  CyberORO「5개월 만의 복귀대국, '아기엄마' 김혜민이 웃었다」2017.9.25